# Malephora herrei
Malephora herrei är en isörtsväxtart som först beskrevs av Schwant., och fick sitt nu gällande namn av Schwant. Malephora herrei ingår i släktet Malephora och familjen isörtsväxter. Inga underarter finns listade i Catalogue of Life.